# Bernd Michaels
Bernd Michaels (* 1. Februar 1936 in Hamburg; † 23. Dezember 2019 in Düsseldorf) war ein deutscher Versicherungsmanager. Er war Vorstandsvorsitzender der Deutschen Herold Versicherungsgruppe und anschließend der Provinzial Rheinland. Zudem leitete er den Verband öffentlicher Versicherer sowie zwischen 1993 und 2003  als Präsident den Gesamtverband der Deutschen Versicherungswirtschaft.

## Werdegang
Der Sohn einer Hamburger Handelsfamilie und Vater des Rechtswissenschaftlers Ralf Michaels studierte in Freiburg (Breisgau) Rechtswissenschaften, wo er 1960 das erste juristische Staatsexamen ablegte. Anschließend kehrte er nach Hamburg zurück, wo er während seiner Referendarzeit zeitweise für die Deutsche Rück tätig war und 1965 das zweite juristische Staatsexamen absolvierte. Anschließend blieb er bei  Reimer Schmidt am Lehrstuhl für Zivil- und Versicherungsrecht der Universität Hamburg, bei dem er 1967 mit einer Dissertation über einen Vergleich der Aufsichtspraxis über Versicherungsunternehmen und Kreditinstitute promovierte.
Nach zwei Jahren Tätigkeit bei den VGH Versicherungen wechselte Michaels 1969 zur AachenMünchener, wo er 1971 zunächst zum Direktor ernannt und 1972 in den Vorstand berufen wurde. Beim in Aachen ansässigen Versicherer wechselte seine Ressortzuständigkeit im Laufe der Jahre, ab 1975 verantwortete er die Bereiche Haftpflicht- und Unfallversicherung und ab 1976 den gesamten HUK-Bereich. 1982 wechselte er als Vorstandsvorsitzender nach Bonn zum seinerzeit in Turbulenzen befindlichen Deutschen Herold. Bereits im November 1983 verließ er das Unternehmen wieder und wechselte als für den Sachversicherungsbereich zuständiges Mitglied in den Vorstand der Provinzial Rheinland. Zunächst stellvertretender Vorstandsvorsitzender rückte er 1985 zum Vorsitzenden der Vorstände auf. Bis 2001 leitete er den Versicherungskonzern, unter anderem begleitete er die Einsetzung der neuen Satzung 1997 mit der Neustrukturierung der Gewährträger der Versicherungsgesellschaft.
Nachdem Michaels lange Jahre insbesondere über Fachpublikationen die Neugestaltung des Versicherungsaufsichts- und vertragsrechts im Zuge der Europäisierung begleitet hatte, wurde er 1990 Sprecher der Verbände öffentlicher Versicherer. Ende 1992 legte er das Amt nieder, als er als Nachfolger von Georg Büchner im April 1993 elfter Präsident des Gesamtverbandes der Deutschen Versicherungswirtschaft wurde, blieb aber bis 2001 als Mitglied des Verwaltungsrats dem Verband öffentlicher Versicherer  erhalten. In seine Amtszeit fiel die Deregulierung der Branche im Jahr 1994 sowie die Verlegung des Verbandssitzes nach Berlin. Ende der 1990er Jahre trat er in den politischen Diskussionen um die Neuausrichtung der privaten Altersvorsorge im Zuge der Riester-Reformen in Erscheinung, als er insbesondere mit der Politik gegen die Besteuerung von Kapitallebensversicherungen stritt. Parallel initiierte er über den GDV den Verein Versicherungsombudsmann, der im September 2001 als Schlichtungsstelle für Versicherungsangelegenheiten seine  Arbeit aufnahm.
2001 änderte der Verband seine Statuten, nach denen der bereits aus seinem Amt bei der Provinzial Rheinland ausgeschiedene Michaels den GDV-Vorsitz hätte niederlegen müssen, so dass er bis 2003 die Geschicke des Verbands gestalten konnte. In diese Verlängerung der Amtszeit fiel 2002 die erste große Kapitalmarktkrise, die vor allem die Lebensversicherer mit hohen Aktienengagements in die Bredouille brachte und in der der GDV die Protektor Lebensversicherungs-AG als spezielle Auffanggesellschaft initiierte.
Bernd Michaels verstarb 83-jährig und wurde auf dem Friedhof Ohlsdorf beigesetzt. Die Grabstätte liegt nordwestlich von Kapelle 3.